# Патруль времени (фильм, 2014)
«Патруль времени» (англ. Predestination, дословно — «Предопределение») — австралийский фантастический триллер режиссёров Майкла и Питера Спиригов, вышедший на экраны в 2014 году. Сценарий фильма основан на рассказе Роберта Хайнлайна «Все вы зомби», посвящённом одному из парадоксов путешествий во времени — парадоксу предопределения  (Predestination paradox).

## Сюжет
Временной агент пытается задержать неуловимого террориста-подрывника, получившего прозвище Пшик-Подрывник. Агенту удаётся остановить бомбу, но его лицо сильно обожжено. Кто-то помогает агенту активировать устройство перемещения и вернуться в будущее в 1992 год, где ему делают хирургическое восстановление лица. Выясняется, что агент работает на таинственную организацию, известную как Бюро Времени, которая послала его в Нью-Йорк в попытке поймать неуловимого подрывника и предотвратить преступление, стоившее в 1975 году жизни тысячам людей.
После лечения агента посылают на его последнюю миссию, перед тем как он уйдёт в отставку. Он возвращается в Нью-Йорк в 1970-й год под видом бармена. В баре появляется посетитель, который пишет статьи в журналах от имени матери-одиночки. Посетитель рассказывает агенту свою историю: он родился девочкой в 1945 году и вырос под именем Джейн в приюте. Джейн отлично училась, но избегала ровесников. Джейн поступила в программу подготовки к полёту в космос корпорации Спейс Корп, но её дисквалифицировали по неизвестным медицинским основаниям, скрыв от неё истинную причину.
В 1963 году Джейн начинает встречаться с неизвестным мужчиной, который вскоре бросает её. Робертсон, сотрудник Спейс Корп, находит Джейн и объясняет, что на самом деле они не занимаются космосом, а являются тайным правительственным агентством. Он предлагает Джейн работать на них, но затем выясняется, что Джейн беременна, и во время родов доктора обнаруживают два набора половых органов — мужские и женские. Из-за осложнений докторам приходится удалить ей женские органы. Вскоре новорождённого ребёнка похищают из больницы. После корректирующей операции Джейн меняет имя на Джон и начинает писать статьи от имени матери-одиночки.
Выслушав историю Джона, агент предлагает ему вернуться в прошлое и встретиться с мужчиной, который бросил Джейн, чтобы он мог ему отомстить. В обмен на это Джон должен занять место агента в Бюро после его отставки. Они отправляются в 1963 год, где Джон встречается с Джейн и понимает, что он и был тем человеком, который её бросил. Агент возвращается в 1970 год и помогает самому себе, обожжённому при взрыве, вернуться в будущее, как показано в начале, затем отправляется в 1964 год, где встречается с Робертсоном, начальником Бюро, в той же больнице, где Джейн рожает ребёнка. Агент похищает ребёнка и отправляется с ним в 1945 год, где оставляет его в том же приюте, где выросла Джейн. Таким образом, Джейн, Джон и их ребёнок - это один и тот же человек, находящийся в причинно-следственной петле.
Затем агент отправляется в 1963 год на несколько месяцев позже встречи Джейн и Джона. Он забирает Джона и они вместе отправляются в 1985 год, где Джон теперь займёт его место. Агент перемещается в Нью-Йорк 1975 года за два месяца до взрыва, где пытается деактивировать свою машину времени, как требуют правила Бюро, но деактивация не срабатывает. Используя информацию, полученную от Робертсона, он находит подрывника, но тот оказывается его собственной будущей версией. Он так и не сообщил Бюро об ошибке деактивации и продолжил путешествия во времени, из-за чего страдает от психоза и провалов в памяти. Своими взрывами он предотвращает гибель гораздо большего числа людей в будущем, действуя на благо Бюро. Подрывник говорит, что агент может разорвать причинно-следственную петлю, только если оставит его в живых. Агент отрицает, что способен стать подрывником, и убивает его.
Выясняется, что именно Джон был отправлен из 1992 года в 1970 год для предотвращения взрыва, и агент — это Джон после хирургического восстановления лица, которое сделало его неузнаваемым. Таким образом, Джейн, Джон, агент и подрывник — один и тот же человек в разные этапы своей жизни. За его созданием стоит Робертсон, который таким образом получил идеального временно́го агента, не связанного с течением времени и не ограниченного правилами Бюро. Агент организовал и своё собственное рождение, и свою смерть, создав идеальный причинно-следственный парадокс. Он осознаёт, что события его жизни предопределены, и их невозможно изменить.

## В ролях
| Актёр           | Роль                                    |
| --------------- | --------------------------------------- |
| Итан Хоук       | бармен / агент времени / Пшик-подрывник |
| Сара Снук       | Джейн / Джон                            |
| Ноа Тейлор      | Робертсон                               |
| Фрея Стаффорд   | Элис                                    |
| Кристофер Кирби | агент Майлс                             |
| Роб Дженкинс    | мистер Джонс                            |
| Мэделин Уэст    | миссис Стэплтон                         |
| Бен Пендергаст  | доктор Кларк                            |
|                 |                                         |

## Награды и номинации
- 2015 — четыре премии Австралийской киноакадемии: лучшая женская роль (Сара Снук), лучшая операторская работа (Бен Нотт), лучший монтаж (Мэтт Вилла), лучшая работа художника (Мэттью Патленд). Кроме того, лента получила 5 номинаций: лучший фильм (Пэдди Макдональд, Тим Макгахэн, Майкл Спириг, Питер Спириг), лучшая режиссура (Майкл Спириг, Питер Спириг), лучший адаптированный сценарий (Майкл Спириг, Питер Спириг), лучшая оригинальная музыка (Питер Спириг), лучшие костюмы (Венди Корк)[4].
- 2015 — три премии Австралийского общества кинокритиков: лучшая женская роль (Сара Снук), лучший монтаж (Мэтт Вилла), лучшая работа художника (Мэттью Патленд). Кроме того, лента получила 5 номинаций: лучший фильм (Пэдди Макдональд, Тим Макгахэн, Майкл Спириг, Питер Спириг), лучшая режиссура (Майкл Спириг, Питер Спириг), лучший сценарий (Майкл Спириг, Питер Спириг), лучшая операторская работа (Бен Нотт), лучшая музыка (Питер Спириг).

## Отзывы
Фильм получил положительные отзывы кинокритиков, которые положительно отозвались о Саре Снук, считая эту роль прорывной в её карьере. На сайте Rotten Tomatoes фильм имеет рейтинг 84 % на основе 101 рецензии со средним баллом 6,9 из 10. На сайте Metacritic фильм имеет оценку 69 из 100 на основе 28 рецензий критиков, что соответствует статусу «в целом положительные отзывы».